# Haut-Valais
Pour les articles homonymes, voir Valais (homonymie).

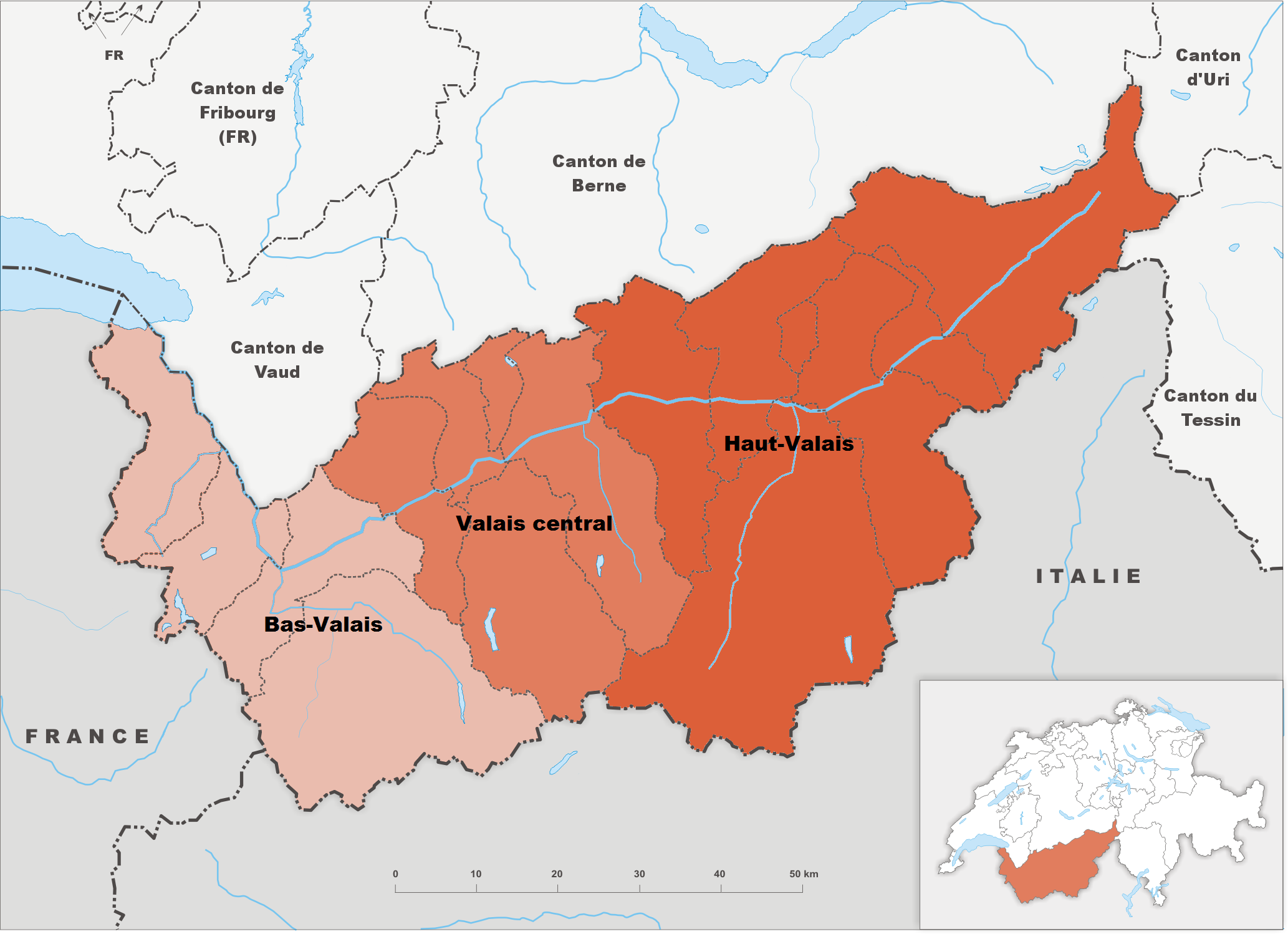
Le Haut-Valais est la partie orientale du Valais.

Le Haut-Valais (en allemand : Oberwallis) est la partie germanophone du Valais, au-delà de la Raspille, qui marque la frontière linguistique du Valais. La langue officielle est l'allemand mais on y parle le dialecte haut-valaisan.